# Klášter kapucínů (Hradčany)
Klášter kapucínů na Hradčanech v Praze je nejstarší český klášter Řádu menších bratří kapucínů. Nachází se na severním konci Loretánského náměstí vedle Pražské Lorety v městské části Praha 1. Součástí zdejšího klášterního areálu je kostel Panny Marie Andělské.

## Historie

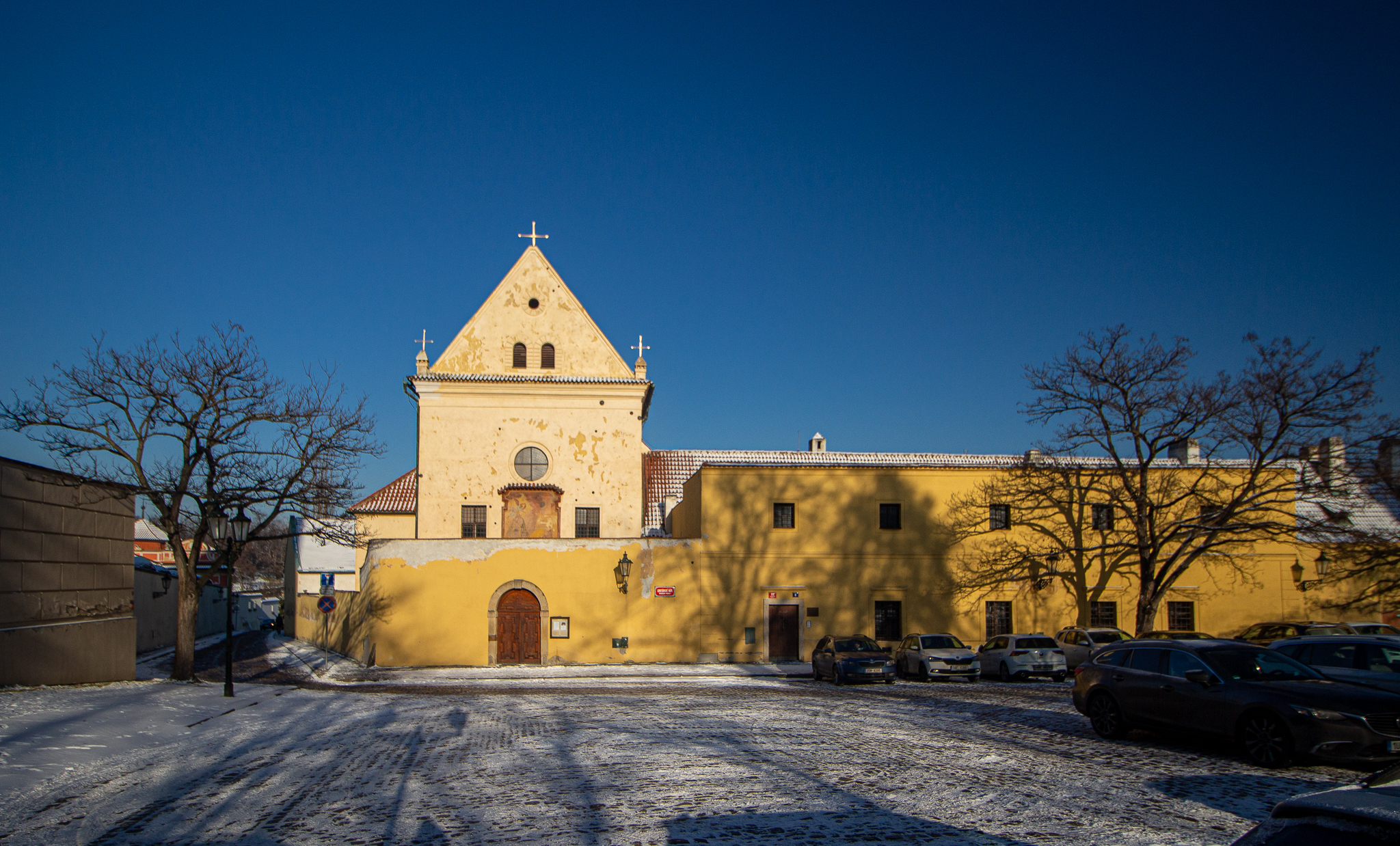
Pohled z Loretánského náměstí

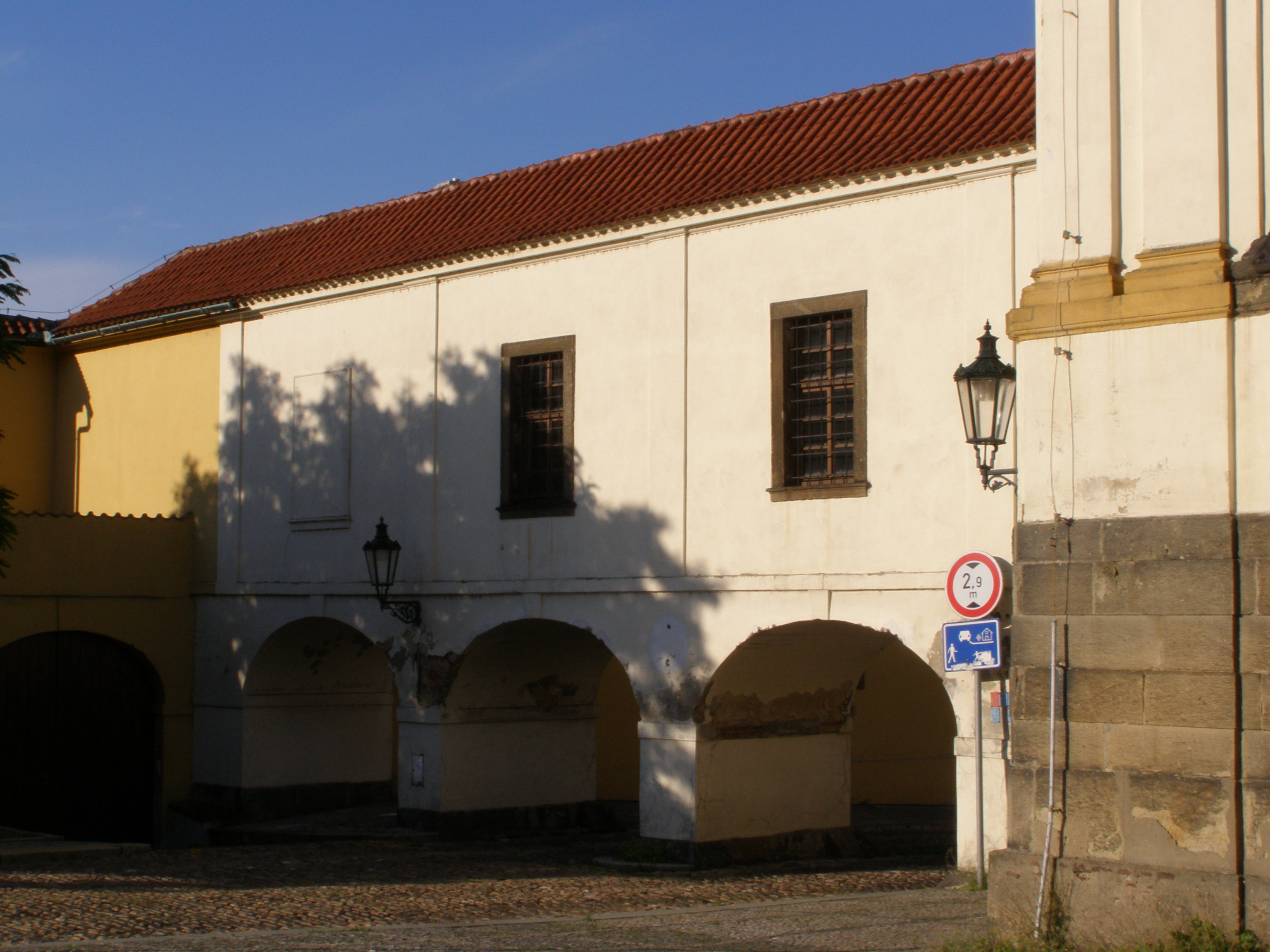
Chodba na Loretánském náměstí spojující klášter s Loretou

Klášter byl založen již v roce 1600 generálem řádu Vavřincem z Brindisi, který byl později svatořečen. Klášterní konvent byl postupně vybudován v 17. a v první polovině 18. století. Se sousední Pražskou Loretou, kterou zdejší kapucíni spravují, je propojen nadzemní spojovací chodbou. V roce 1757 jej poškodilo pruské dělostřelectvo při bombardování Prahy, což dokládají i zdejší dělové koule.
Během druhé světové války za Protektorátu Čechy a Morava zde mělo SS zřízenu věznici. Krátce po válce se sem kapucínští mniši opět navrátili, ale počátkem 50. let byli násilně vystěhování, poté zde sídlila československá kontrarozvědka. Od počátku 90. let 20. století klášter opět slouží svému původnímu účelu. Bratři kapucíni také vykonávají duchovní správu v pražské Loretě v sousedství kláštera.
Od jara 2010 se v historickém refektáři kláštera konají pravidelné benefiční večery. V části kláštera jsou ubytováni věřící studenti z pražských vysokých škol.

### Představení v klášteře
- br. Mgr. Tomáš Pracný OFMCap

## Místní zajímavosti
- dřevěný a slaměný betlém z roku 1780
- reliéfní křížová cesta od Karla Stádníka
- milostná socha Panny Marie
- Panně Marii Hradčanské byla zasvěcena 13. kaple Svaté cesty z Prahy do Staré Boleslavi, která byla založena v letech 1674–1690.